# Samsung REX
Samsung REX là dòng điện thoại thông minh của Samsung, thuộc điện thoại tầm thấp đến trung, chạy hệ điều hành trên nền tảng Java với giao diện người dùng Touchwiz của Samsung. Nó là một trong những dòng thiết bị Samsung hấp dẫn người mua với dòng Samsung Galaxy tầm thấp. Nó cạnh trang với Nokia Asha và Firefox OS.
Hầu hết các thiết bị ở Ấn Độ được trang bị 2 SIM.

## Danh sách thiết bị

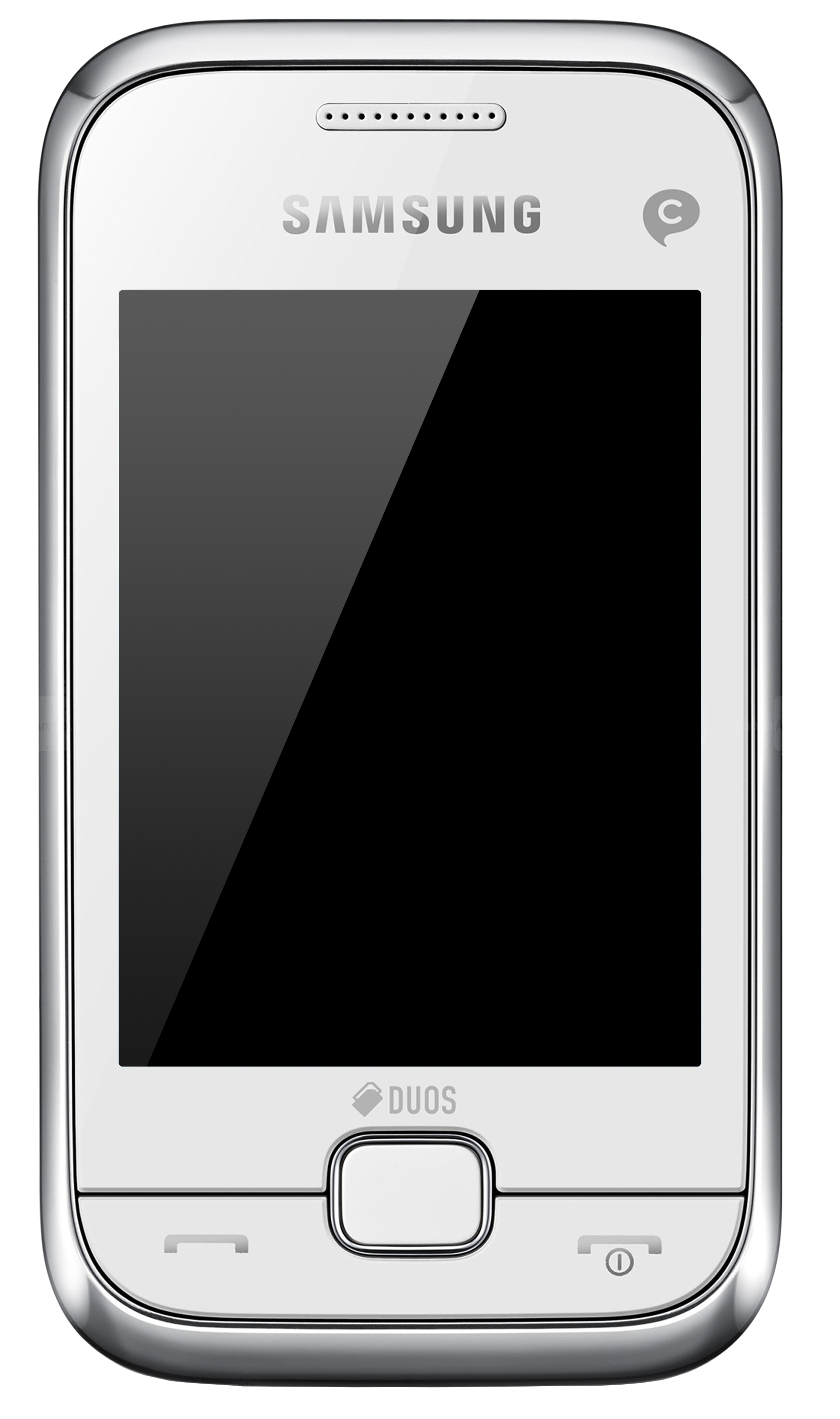
Rex 60

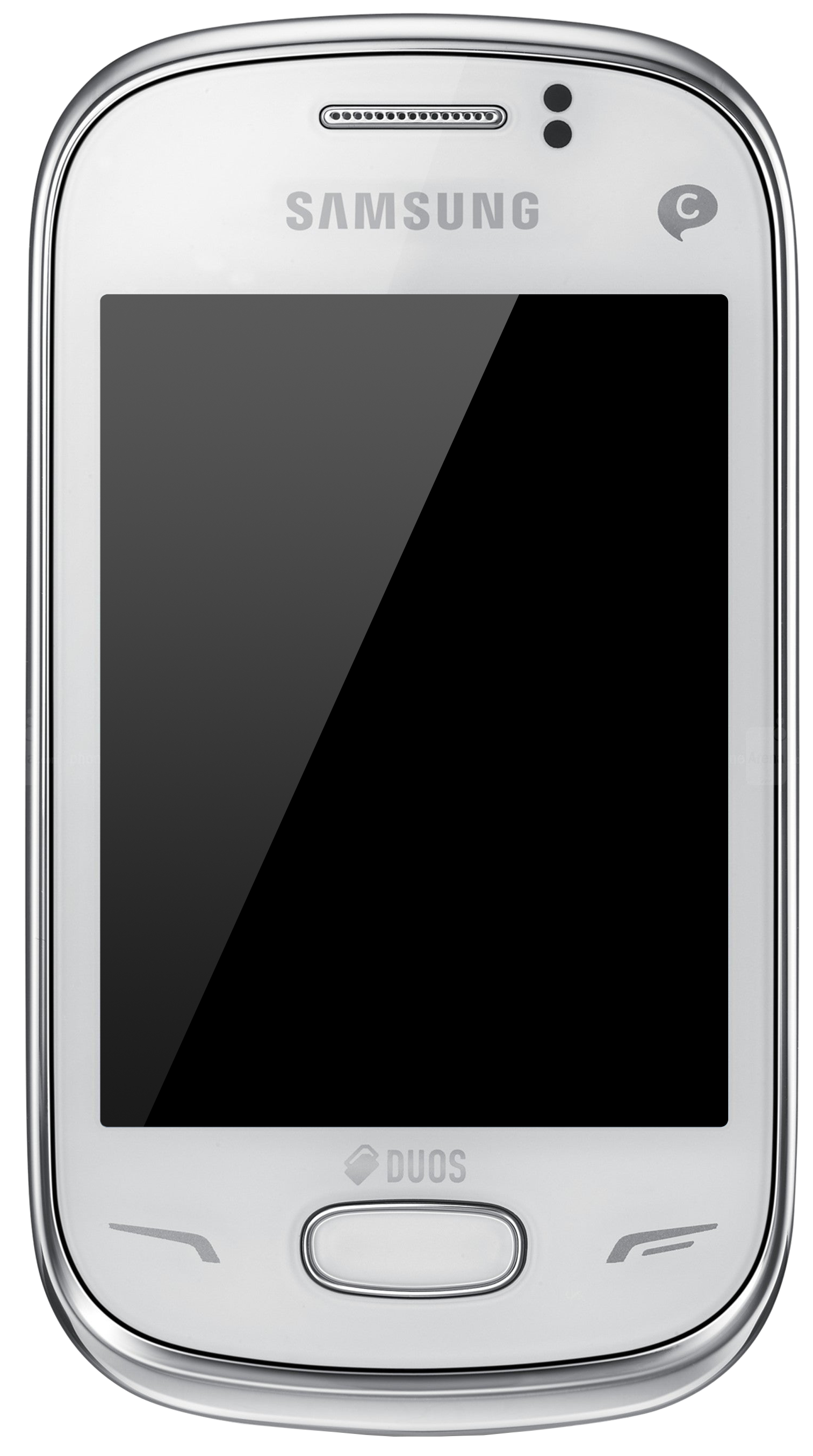
Rex 70

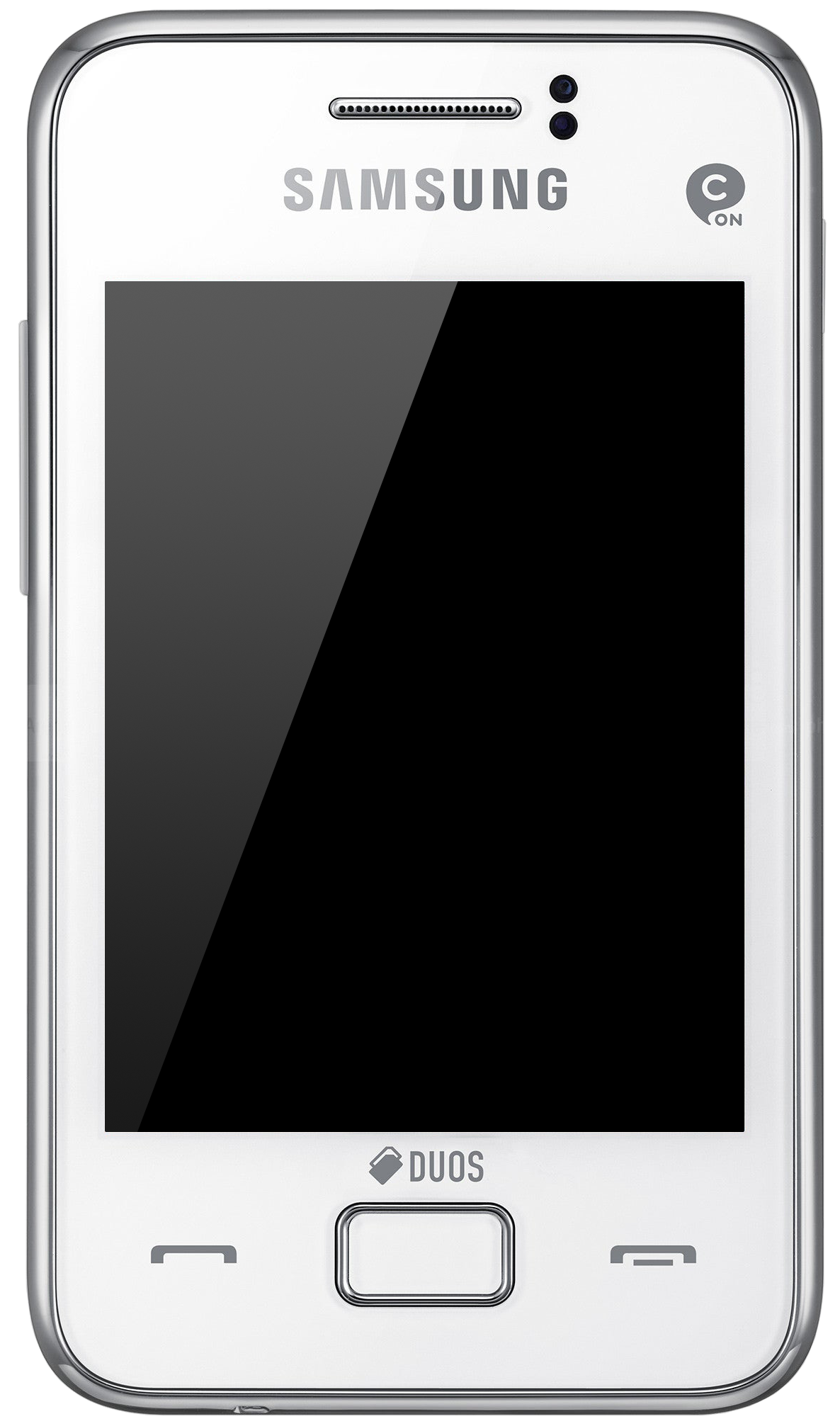
Rex 80

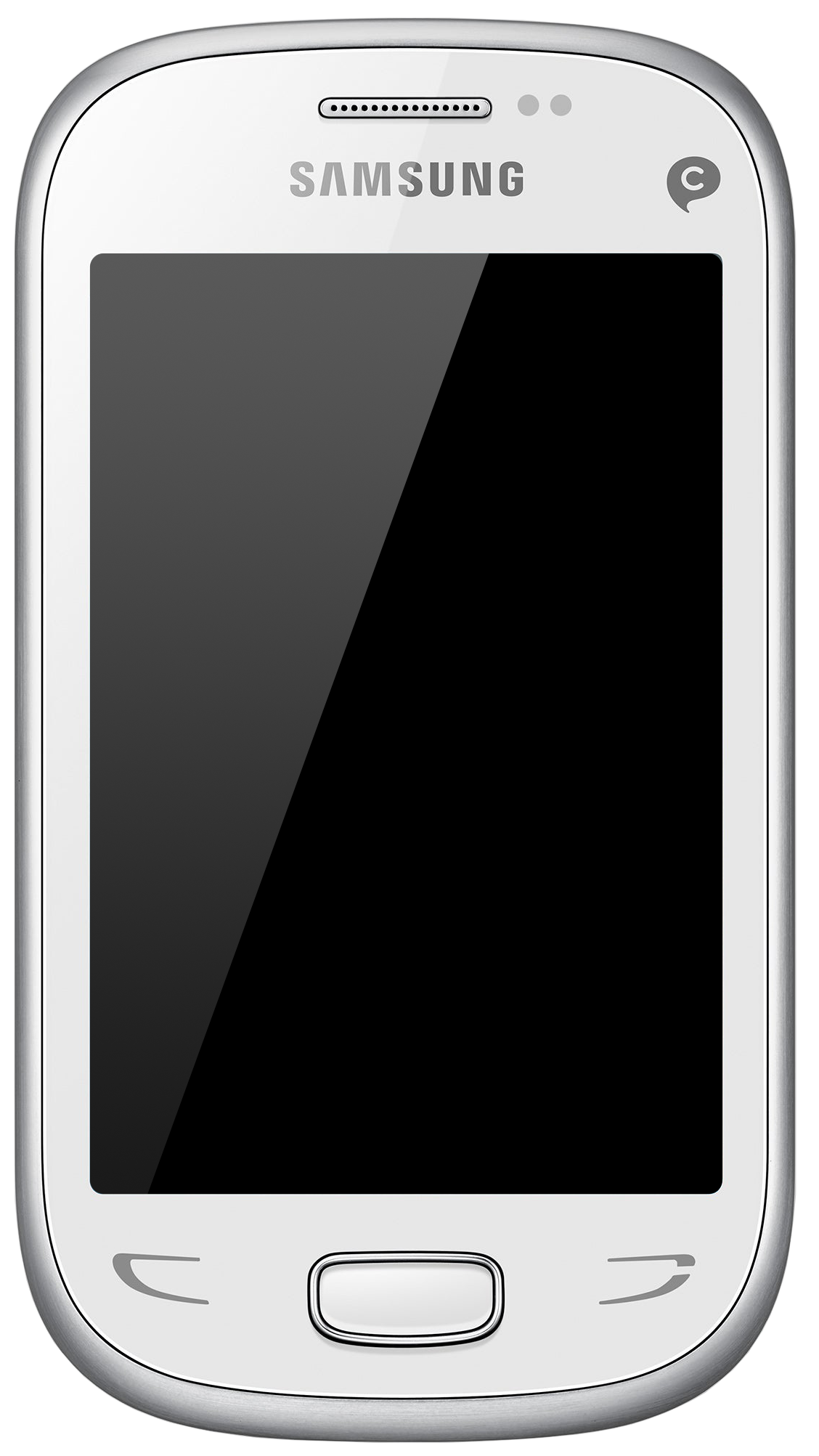
Rex 90

Dưới đây là 4 thiết bị thuộc dòng REX
- REX 60
- REX 70 (1 SIM)
- REX 80 (2 SIM của Samsung Star 3)
- REX 90